# Русская историческая библиотека

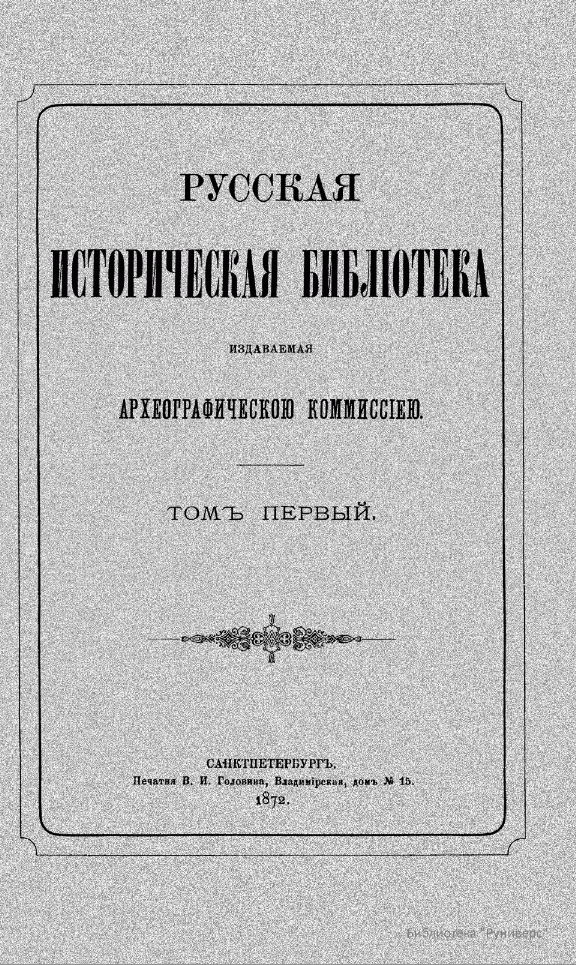
Русская историческая библиотека, издаваемая Археографической комиссией. Том первый.

«Ру́сская истори́ческая библиоте́ка» — сборник, издаваемый в 1872—1927 годах Археографической комиссией в Санкт-Петербурге.
Выходил обычно по одному тому в год. В отдельных томах под редакцией членов комиссии печатались памятники и акты, относящиеся по преимуществу к XVI, XVII и XVIII векам русской исторической жизни.
Всего было выпущено 39 томов.